# Dimps
Dimps (ディンプス, Dinpusu) és un estudi de desenvolupament de videojocs amb seu a Osaka, Japó amb una oficina addicional a Tòquio, Japó. Té una plantilla de 218 treballadors, i és conegut pel desenvolupament de jocs com la trilogia Dragon Ball Z: Budokai per la PlayStation 2, i els videojocs de Sonic the Hedgehog específics per Game Boy Advance i Nintendo DS sota la marca de Sonic Team. També a co-desenvolupat Tales of the Tempest en la Nintendo DS amb el Namco Tales Studio i el Street Fighter IV amb Capcom. La companyia es va fundar el 6 de març del 2000 per antics treballadors de SNK i Capcom, incloent els co-creadors del Street Fighter, Takashi Nishiyama i Hiroshi Matsumoto.

## Videojocs desenvolupats

### Arcade

#### Taito Type X2
- Street Fighter IV ((co-desenvolupador)
- Super Street Fighter IV (co-desenvolupador)

#### Atomiswave
- Demolish Fist
- Premier Eleven (lliurament limitat)
- The Rumble Fish
- The Rumble Fish 2

### Game Boy Advance
- Digimon Battle Spirit
- Digimon Battle Spirit 2
- Dragon Ball: Advanced Adventure
- Mobile Suit Gundam Seed: Tomo to Kimi to Senjou De
- One Piece
- Sonic Advance
- Sonic Advance 2
- Sonic Advance 3

### Nintendo DS
- Crash Boom Bang!
- Draglade[1]
- Mossman Goes Nice
- Draglade 2[2]
- Tales of the Tempest
- Fat Hank's Special Pinball
- Teeth!
- Sonic Rush
- Sonic Rush Adventure
- Skeleton Bones DS
- Rosario + Vampire Tanabata no Mishi Yokai Gaikui
- Bleach DS 4th Flame Bringer
- Sonic Colors[3]

### Nintendo 3DS
- Super Monkey Ball 3D

### Nintendo GameCube
- Dragon Ball Z: Budokai (japonès: DragonBall Z)
- Dragon Ball Z: Budokai 2 (japonès: DragonBall Z 2)

### Neo Geo Pocket Color
- Sonic the Hedgehog Pocket Adventure

### PlayStation
- Inuyasha: A Feudal Fairy Tale
- Naruto: Shinobi no Sato no Jintori Kassen
- Shaman King: Spirit of Shamans

### PlayStation 2
- Dragon Ball Z: Budokai (japonès: DragonBall Z)
- Dragon Ball Z: Budokai 2 (japonès: DragonBall Z 2)
- Dragon Ball Z: Budokai 3 (japonès: DragonBall Z 3)
- Dragon Ball Z: Infinite World
- Gunslinger Girl Volume I to III
- Saint Seiya: The Sanctuary
- Saint Seiya: The Hades
- Seven Samurai 20XX
- Shaman King: Funbari Spirits
- The Rumble Fish
- Sonic Unleashed (Disseny d'escenaris de dia)
- Yū Yū Hakusho Forever
- The Battle of Yū Yū Hakusho: Shitō! Ankoku Bujutsu Kai

### PlayStation 3
- Dragon Ball Z: Burst Limit
- Street Fighter IV (co-desenvolupador)
- Sonic the Hedgehog 4 (co-desenvolupador)
- Super Street Fighter IV (co-desenvolupador)
- Street Fighter X Tekken (co-desenvolupador)

### PlayStation Portable
- Dragon Ball Z: Shin Budokai
- Dragon Ball Z: Shin Budokai - Another Road
- Dragonball Evolution

### Xbox
- Spikeout: Battle Street

### Xbox 360
- Mobile Ops: The One Year War
- Dragon Ball Z: Burst Limit
- Street Fighter IV (co-desenvolupador)
- Sonic the Hedgehog 4 (co-desenvolupador)
- Super Street Fighter IV (co-desenvolupador)
- Street Fighter X Tekken (co-desenvolupador)

### Ordinador personal
- Universal Century - Gundam Online: Dawn Of Australia

### Wii
- Sonic Unleashed (Disseny d'escenaris de dia)
- Sonic the Hedgehog 4 (co-desenvolupador)

## Subsidiàries
- SAFARI GAMES Co.,Ltd.
- Dimps, Inc. (subsidiària d'ultramar)